# 江苏省疾病预防控制中心
江苏省疾病预防控制中心位于中华人民共和国江苏省南京市江苏路172号，是2000年10月由省政府批准组建、直属省卫健委的公益性事业单位。后增挂江苏省卫生检测检验中心、江苏省公共卫生研究院。